# Chiko
Chiko（ちこ、1966年6月22日 - ）は、日本の女性声優、ナレーター。神奈川県横浜市出身。青二プロダクション所属。本名・旧名は丸尾 知子（まるお ともこ）。

## 略歴
青二塾東京校6期卒業。1986年に同期の鈴木砂織、金丸日向子とともに声優ユニットQP'S（キューピーズ）を結成。VAPからシングルレコードが1枚発売されている。

## 人物
ドキュメンタリー、ドラマ、映画メイキング他、CMなど、多数のナレーションを担当している。
趣味は自動二輪、旅、弓道、タイ語。

## 出演
太字はメインキャラクター

### テレビアニメ
1987年
- 仮面の忍者 赤影（1987年 - 1988年、お光）
- 機甲戦記ドラグナー（子供B）
- グリム名作劇場（1987年 - 1988年、王女の姉、侍女、魔女たち、町の女、姉娘）
- ゲゲゲの鬼太郎（第3作）（島民B、つらら女、女生徒B）
- 新メイプルタウン物語 パームタウン編（客B）
- ビックリマン（1987年 - 1989年、ピーター神子 / 神帝ピーター / 聖幻ピーター、聖澄士、カードンネン）

1988年
- キテレツ大百科（子供、のり子、秘書、子供の熊八、村の子供）
- シティーハンター2（かえで）
- トランスフォーマー 超神マスターフォース（男の子A）
- 魔神英雄伝ワタル（子供）

1989年
- おぼっちゃまくん（司会）
- 獣神ライガー（孝雄、邦男）
- 新ビックリマン（1989年 - 1990年、セレンス）
- 戦え!超ロボット生命体 トランスフォーマーV（ファイヤー、ラミ）
- ドラゴンボールZ（ハッチ）
- ひみつのアッコちゃん第2期（子だぬき）
- ビリ犬なんでも商会（おさむ）
- 魔動王グランゾート（1989年 - 1990年、男の子、少年）
- 魔法使いサリー（1989年 - 1991年、賢太郎）

1990年
- かりあげクン（ケンタ）
- キャッ党忍伝てやんでえ（白河ゼンマイ之進）
- もーれつア太郎（第2作）（ア太郎）

1991年
- 少年アシベ（ゆうま）
- それいけ!アンパンマン（しあわせぼうや、おこり虫〈初代〉）
- トラップ一家物語（男生徒）
- まじかる☆タルるートくん（1991年 - 1992年、楠田枝樹子、男闘呼音奈）
- 魔法のプリンセス ミンキーモモ 夢を抱きしめて（クリフ）
- ジャンケンマン（ケン玉ケンちゃん）

1992年
- ウルトラマンキッズ 母をたずねて3000万光年（サボリン、ギャッピー）
- スーパービックリマン（魔皇サラジン）
- ツヨシしっかりしなさい（1992年 - 1994年、松本裕太、カズコ、荒井理香）
- バトルファイターズ 餓狼伝説（アンディー〈少年時代〉）
- ママは小学4年生（森タマエ）

1994年
- とんでぶーりん（ブータン）
- 美少女戦士セーラームーンS（トデーン、都築正紀）

1995年
- アニメ世界の童話（少年、長男、兄嫁）
- ママはぽよぽよザウルスがお好き（綾小路いち〈初代〉）
- ロミオの青い空（カニオ、リオ、エンリコ）

### 劇場アニメ
1988年
- 機動戦士ガンダム 逆襲のシャア（アンナ）
- きまぐれオレンジ☆ロード あの日にかえりたい（馬越）
- ビックリマン 無縁ゾーンの秘宝（神帝ピーター）

1989年
- ギャラガ HYPER-PSYCHIC-GEO GARAGA（マザーコンピューター）

1990年
- 風の名はアムネジア

1993年
- お星さまのレール（お花）
- 劇場版美少女戦士セーラームーンR（フィオレ〈少年時代〉）
- ドラゴンボールZ 銀河ギリギリ!!ぶっちぎりの凄い奴（ザンギャ）

1995年
- ママレード・ボーイ（ガストマンβ）

### OVA
1988年
- ドミニオン（マライヤ）
- ハーバーライト物語〜ファッションララより〜（モグ）
- バブルガムクライシス（メブ）

1989年
- ARIEL（1989年 - 1991年、オペレーター・ナミ、オペレーターC、由貴、ナツミ）
- 機動戦士ガンダム0080 ポケットの中の戦争（チェイ）
- バオー来訪者（女の子）
- 風魔の小次郎（看護婦）
- ライディングビーン（ウェイトレス）

1990年
- 気ままにアイドル
- トミカ未来緊急隊アースコマンダー（ガックン）
- ビックリマン ロココ＆マリア 奇跡（聖幻ピーター）
- BE-BOP-HIGHSCHOOL（真弓）
- 変幻退魔夜行 カルラ舞う!〜仙台小芥子怨歌〜（加代子）

1991年
- きまぐれオレンジ☆ロード ルージュの伝言（深見礼子）
- 魍魎戦記MADARA（娘たち）

1992年
- うしおととら（中島タツヤ）
- 幻想叙譚エルシア（シンシン）

1995年
- 鬼切丸（長女）

1996年
- シャーマニックプリンセス（アポリネ・ファリア）
- 鉄腕バーディー（千川はずみ）

### ゲーム
1993年
- ドラゴンボールZ 超武闘伝2（ザンギャ）

1994年
- TEAM INNOCENT -The Point of No Return-（沙姫）

1998年
- ツインビーRPG（リトル）

1999年
- 〜アートカミオン〜芸術伝（白石遼子）

2006年
- ドラゴンボールZ Sparking!NEO（ザンギャ）

2007年
- ドラゴンボールZ Sparking!METEOR（ザンギャ）
- SDガンダム GGENERATION SPIRITS（チェイ）

2009年
- ドラゴンボール レイジングブラスト2（ザンギャ）

2011年
- ドラゴンボールヒーローズ（2011年 - 2018年、ザンギャ） - 5作品

2019年
- スーパードラゴンボールヒーローズ ワールドミッション（ザンギャ）

### ドラマCD カセットブック
- アニメイトカセットコレクション 超獣機神ダンクーガ（ギャルA）
- 吸血鬼ハンター D-妖殺行（マイエルリンクの恋人）
- ガルフォースカセットブック（ジュリィ）
- 伝心まもって守護月天!ドラマCD3巻（K、メイホアの侍女）
- TOKYO BABYLON IMAGE SOUNDTRACK ドラマ「CALL」（B）
- ひかわ玲子原作 バセット英雄伝エルヴァーズ　カセット文庫（ジュオン王子）
- ビックリマン 新たなる出発（セプテ・ピーター）
- いくえみ綾原作 POPS（なつみ）
- 魔神英雄伝ワタル3 CDシネマ6 浮遊界沈没篇（魔界の少年A）
- 魔神英雄伝ワタル3 虎王物語 虎王伝説 CDシネマ2 魔皇降臨編（少年B）

### 吹き替え
- アラジンの大冒険（女戦士）

### ナレーション
- スーパーマリオランド3 ワリオランドCM[20]
- シズル〜企業を支えるキーパーソンたち〜
- 徳光和夫の感動再会!"逢いたい"（TBS、2006年10月 - 2008年10月）
- 鉄道百景 路面電車の走る街（BS-TBS、2010年6月 - ）
- ザ・ノンフィクション（フジテレビ）
- ハートネットTV（NHK教育テレビジョン〈Eテレ〉）
- 中居正広の金曜日のスマたちへ
- チベットを往く〜遥かなるシャンバラを求めて〜

### 舞台
- 絵本昔話狐嫁入（1988年、亀松の声）[21]

### シリーズ一覧
1. ↑  『ドラゴンボールヒーローズ』、『ドラゴンボールヒーローズ アルティメットミッション』シリーズ（第1作、2、X）、『スーパードラゴンボールヒーローズ』